# Geert Hofstede
Gerard Hendrik Hofstede, nizozemski sociolog, * 3. oktober 1928, Haarlem, Nizozemska, † 12. februar 2020, Velp, Nizozemska.
Raziskuje interakcijo med nacionalno kulturo in organizacijsko kulturo.

## Pet dimenzij nacionalnih kultur
Te dimezije so 
- maskulinost/femininost,
- razdalja v moči,
- individualizem/kolektivizem,
- izogibanje negotovosti  in
- kratkoročna/dolgoročna orientacija.